# Nassauischer Zentralstudienfonds
Der Nassauische Zentralstudienfonds ist eine öffentlich-rechtliche Stiftung. Die Staatsaufsicht nimmt das Hessische Kultusministerium wahr. Die Stiftung unterstützt Bildungsmaßnahmen in Hessen auf dem Gebiet des ehemaligen Herzogtums Nassau und vergibt unter anderem Stipendien. Im Jahr können etwa 750.000 € ausgeschüttet werden. Das Fondsvermögen besteht heute im Wesentlichen aus land- und forstwirtschaftlicher Fläche sowie aus einigen bebauten Grundstücken.
Die Stiftung entstand 1817 durch ein Dekret von Herzog Wilhelm I. Hierzu wurden 15 bisher selbstständige Schulfonds und Stiftungen für den öffentlichen Unterricht zusammengefasst.
| Name                                                  | Gründung | Kapital 1816 | Zinsertrag 1816 | Territorium                      | Konfession |
| ----------------------------------------------------- | -------- | ------------ | --------------- | -------------------------------- | ---------- |
| Konrektorsfonds zu Dillenburg                         | 1699     | 219          | 11              | Nassau-Dillenburg                | reformiert |
| Fonds der Academie zu Herborn                         | 1584     | 125445       | 9958            | Nassau-Dillenburg                | reformiert |
| Fonds des Schulseminariums zu Dillenburg              | 1777     | 16798        | 4300            | Nassau-Dillenburg                | reformiert |
| Fonds des Winter’schen Legats für Schulen             | 1781     | 1594         | 78              | Nassau-Dillenburg                | reformiert |
| Fonds des Merzischen Legats                           | 1546     | 192          | 10              | Nassau-Dillenburg                | reformiert |
| Alter und neuer lateinischer Schulfonds zu Dillenburg | 1811     | 4575         | 815             | Nassau-Dillenburg                | reformiert |
| Hadamarischer Schulfonds                              | 1630     | 73296        | 2832            | Nassau-Hadamar (Nassau-Weilburg) | katholisch |
| Gnadenthaler Schulfonds                               | 1235     | 100851       | 2264            | Nassau-Dillenburg                | reformiert |
| Diezer Stiftsfonds                                    | 1289     | 45072        | 6979            | Nassau-Dillenburg                | reformiert |
| Dillenburger Lotteriefonds                            | 1768     | 16300        | 798             | Nassau-Dillenburg                | reformiert |
| Klarenthaler Klosterfonds zu Wiesbaden                | 1298     | 37449        | 11423           | Nassau-Usingen                   | lutherisch |
| Präsenzfonds zu Idstein                               | 1340     | 51260        | 2476            | Nassau-Usingen                   | lutherisch |
| Schulverbesserungsfonds zu Idstein                    | 1779     | 39480        | 2397            | Nassau-Usingen                   | lutherisch |
| Doctionsfonds zu Montabaur                            | 1494     | 28177        | 4300            | Kurtrier (Nassau-Weilburg)       | katholisch |
| Geistlicher Walburgisstiftsfonds zu Weilburg          | 912      | 82570        | 4047            | Nassau-Weilburg                  | lutherisch |

Die Zusammenfassung erfolgte konfessionsübergreifend, d. h. katholische und protestantische Fonds wurden zusammengefasst. Dies stand im Zusammenhang mit der Einführung der Simultanschule im gleichen Nassauischen Schuledikt. 1844 betrugen die Einkünfte aus dem Fonds 57.000 Gulden, von denen etwa 10.000 Gulden aus ehemals katholischen Fonds stammten.
Die Erträge des Fonds sowie zusätzliche Haushaltsmittel bildeten das Schulbudget des Herzogtums. Aus diesen Mitteln wurden unter anderem auch die Stipendien an die Studenten gezahlt, die gemäß dem am 28. Oktober 1817 mit dem Königreich Hannover geschlossenen Staatsvertrag an der Universität Göttingen studierten (siehe hierzu auch Nassauer).
Der Nassauischen Zentralstudienfonds leistet heute:
- Zuschüsse an Gymnasien und Gesamtschulen zur Beschaffung von Ausstattungen zur Verbesserung der Unterrichtsqualität (derzeit 500.000 € jährlich)
- Vergabe von Stipendien an Studenten, die auf dem Gebiet des früheren Herzogtums Nassau geboren sind
- Erstattung der Internatskosten für (nassauische) Schüler der Internatsschule "Schloss Hansenberg" in Geisenheim
- Bauunterhaltung von bestimmten evangelischen Pfarrhäusern und Kirchengebäuden